# Env
env — це команда для Unix та Unix-подібних операційних систем. Ця утиліта запускає програму у зміненому середовищі.
На практиці, env зазвичай має інше призначення. Утиліта використовується скриптами в шебангу для запуску правильного інтерпретатора. При цьому середовище, як правило, не змінюється. Також команду env іноді використовують для поліпшення переносимості скриптів

## Опис
Встановлює кожній НАЗВІ змінної середовища відповідне ЗНАЧЕННЯ та запускає КОМАНДУ у цьому середовищі.
- -i, --ignore-environment розпочне свою дію в очищеному середовищі.
- -0, --null завершує кожен з виведених рядків 0-байтом, а не розривом рядка
- -u, --unset=ІМ'Я вилучить вказану змінну з середовища.
- --help виведе довідку і завершить роботу.
- --version виведе інформацію про версію програми і закінчить роботу.

Проста риска "-" означає ключ -i. Якщо КОМАНДИ не вказано, виведе поточні значення середовища.

## Приклади
Приклад очищення середовища (створення нового середовища без змінних) для нового запуску оболонки:
```
env
 
-i
 
/bin/sh

```

Запуск X Window програми Xcalc на іншому екрані:
```
env
 
DISPLAY
=
foo.bar:1.0
 
xcalc

```

Ось приклад скрипту на Python:
```
#!/usr/bin/env python

print
(
"Hello World!"
)

```

У цьому прикладі, /usr/bin/env - це повний шлях до команди env. Середовище не змінюється.